# Seyssel (Alta Savoia)
Seyssel és un municipi francès situat al departament de l'Alta Savoia i a la regió d'Alvèrnia-Roine-Alps. L'any 2007 tenia 2.069 habitants.

## Demografia

### Població
El 2007 la població de fet de Seyssel era de 2.069 persones. Hi havia 840 famílies de les quals 284 eren unipersonals (126 homes vivint sols i 158 dones vivint soles), 221 parelles sense fills, 240 parelles amb fills i 95 famílies monoparentals amb fills.
La població ha evolucionat segons el següent gràfic:
Habitants censats

### Habitatges
El 2007 hi havia 1.054 habitatges, 851 eren l'habitatge principal de la família, 110 eren segones residències i 93 estaven desocupats. 659 eren cases i 383 eren apartaments. Dels 851 habitatges principals, 491 estaven ocupats pels seus propietaris, 336 estaven llogats i ocupats pels llogaters i 24 estaven cedits a títol gratuït; 23 tenien una cambra, 72 en tenien dues, 193 en tenien tres, 250 en tenien quatre i 313 en tenien cinc o més. 592 habitatges disposaven pel capbaix d'una plaça de pàrquing. A 375 habitatges hi havia un automòbil i a 355 n'hi havia dos o més.

### Piràmide de població
La piràmide de població per edats i sexe el 2009 era:
| Homes | Edats   | Dones |
| ----- | ------- | ----- |
| 4     | 95 o +  | 12    |
| 12    | 90 a 94 | 12    |
| 4     | 85 a 89 | 24    |
| 4     | 80 a 84 | 8     |
| 28    | 75 a 79 | 64    |
| 52    | 70 a 74 | 44    |
| 40    | 65 a 69 | 52    |
| 44    | 60 a 64 | 44    |
| 56    | 55 a 59 | 40    |
| 56    | 50 a 54 | 68    |
| 36    | 45 a 49 | 48    |
| 48    | 40 a 44 | 36    |
| 116   | 35 a 39 | 68    |
| 72    | 30 a 34 | 92    |
| 44    | 25 a 29 | 40    |
| 40    | 20 a 24 | 44    |
| 32    | 15 a 19 | 40    |
| 56    | 10 a 14 | 68    |
| 84    | 5 a 9   | 48    |
| 36    | 0 a 4   | 48    |

## Economia
El 2007 la població en edat de treballar era de 1.272 persones, 939 eren actives i 333 eren inactives. De les 939 persones actives 858 estaven ocupades (476 homes i 382 dones) i 82 estaven aturades (32 homes i 50 dones). De les 333 persones inactives 115 estaven jubilades, 121 estaven estudiant i 97 estaven classificades com a «altres inactius».

### Ingressos
El 2009 a Seyssel hi havia 880 unitats fiscals que integraven 2.093 persones, la mediana anual d'ingressos fiscals per persona era de 18.018 €.

### Activitats econòmiques
Dels 156 establiments que hi havia el 2007, 11 eren d'empreses extractives, 8 d'empreses alimentàries, 1 d'una empresa de fabricació de material elèctric, 5 d'empreses de fabricació d'altres productes industrials, 23 d'empreses de construcció, 44 d'empreses de comerç i reparació d'automòbils, 7 d'empreses de transport, 9 d'empreses d'hostatgeria i restauració, 5 d'empreses d'informació i comunicació, 5 d'empreses financeres, 5 d'empreses immobiliàries, 10 d'empreses de serveis, 16 d'entitats de l'administració pública i 7 d'empreses classificades com a «altres activitats de serveis».
Dels 49 establiments de servei als particulars que hi havia el 2009, 1 era una oficina d'administració d'Hisenda pública, 1 gendarmeria, 1 oficina de correu, 3 oficines bancàries, 1 funerària, 6 tallers de reparació d'automòbils i de material agrícola, 1 taller d'inspecció tècnica de vehicles, 5 paletes, 4 guixaires pintors, 7 fusteries, 4 lampisteries, 3 electricistes, 2 perruqueries, 1 veterinari, 5 restaurants, 2 agències immobiliàries, 1 tintoreria i 1 saló de bellesa.
Dels 18 establiments comercials que hi havia el 2009, 1 era un hipermercat, 1 una botiga de més de 120 m², 2 fleques, 2 carnisseries, 2 llibreries, 2 botigues de roba, 2 botigues d'equipament de la llar, 1 una botiga d'equipament de la llar, 1 una sabateria, 1 una botiga d'electrodomèstics, 1 una botiga de material de revestiment de parets i terra, 1 una perfumeria i 1 una joieria.
L'any 2000 a Seyssel hi havia 29 explotacions agrícoles que ocupaven un total de 400 hectàrees.

## Equipaments sanitaris i escolars
L'únic equipament sanitari que hi havia el 2009 era una farmàcia.
El 2009 hi havia una escola elemental. Seyssel disposava d'un col·legi d'educació secundària amb 481 alumnes.

## Poblacions més properes
El següent diagrama mostra les poblacions més properes.